# Their First Anniversary
Their First Anniversary è un cortometraggio del 1914 diretto da Allen Curtis e interpretato da Louise Fazenda. Prodotto e distribuito dall'Universal Film Manufacturing Company, il film uscì in sala il 3 giugno 1914.